# Саймон Френсіс
Саймон Френсіс (англ. Simon Francis, нар. 16 лютого 1985, Ноттінгем) — англійський футболіст, захисник.

## Ігрова кар'єра
Народився в Ноттінгемі і починав займатися футболом в молодіжних командах місцевих клубів «Ноттінгем Форест» і «Ноттс Каунті». У 2002 році перейшов в клуб «Бредфорд Сіті», за який дебютував 16 листопада 2002 року проти клубу «Ноттінгем Форест». Загалом у своїй першій дорослій команді Френсіс провів два сезони, взявши участь у 55 матчах чемпіонату.
У 2004 році Френсіс перейшов до «Шеффілд Юнайтед» за 200 000 фунтів стерлінгів. Втім у новій команді Саймон не був основним, зігравши лише 15 матчів в усіх турнірах, тому у сезоні 2005/06 грав в оренді за клуби «Грімсбі Таун» та «Транмер Роверз».
13 червня 2006 року перейшов до клубу «Саутенд Юнайтед», уклавши контракт з клубом на 3 роки, у складі якого провів наступні чотири роки своєї кар'єри гравця. Більшість часу, проведеного у складі «Саутенд Юнайтед», був основним гравцем захисту команди.
8 липня 2010 року новий головний тренера «Саутенда» Пол Старрок погодився розірвати контракт із захисником, що дозволило Френсісу знайти собі новий клуб як вільний агент і 30 липня він підписав угоду з «Чарльтон Атлетик». У першому сезоні у новій команді Саймон був основним гравцем, але на другий втратив свої позиції і 7 листопада 2011 року перейшов до «Борнмут» на правах оренди, а в вже у січні наступного року був викуплений цією командою. 
Френсіс допоміг «Борнмуту» піднятися у Чемпіоншип у 2013 році, а потім і до Прем'єр-ліги у 2015 році. У 2014 році Саймон уклав новий контракт з клубом терміном на три роки. У вищому англійському дивізіоні Френсіс був основним гравцем команди, поки 26 грудня 2018 року не зазнав розриву передньої хрестоподібної зв'язки правого коліна у матчі чемпіонату проти «Тоттенгем Готспур», через що у тому сезоні він більше не грав. Станом на 27 липня 2020 року відіграв за клуб з Борнмута 295 матчів в національному чемпіонаті.

## Статистика виступів

### Статистика клубних виступів
| Сезон                        | Команда                      | Чемпіонат                    | Чемпіонат | Чемпіонат | Національний кубок | Національний кубок | Національний кубок | Континентальні кубки | Континентальні кубки | Континентальні кубки | Інші змагання | Інші змагання | Інші змагання | Усього | Усього |
| Сезон                        | Команда                      | Ліга                         | Ігор      | Голів     | Ліга               | Ігор               | Голів              | Ліга                 | Ігор                 | Голів                | Ліга          | Ігор          | Голів         | Ігор   | Голів  |
| ---------------------------- | ---------------------------- | ---------------------------- | --------- | --------- | ------------------ | ------------------ | ------------------ | -------------------- | -------------------- | -------------------- | ------------- | ------------- | ------------- | ------ | ------ |
| 2002–03                      | «Бредфорд Сіті»              | 1Д                           | 25        | 1         | КА+КЛ              | 1+0                | 0                  | -                    | -                    | -                    | -             | -             | -             | 26     | 1      |
| 2003-бер. 2004               | «Бредфорд Сіті»              | 1Д                           | 30        | 0         | КА+КЛ              | 0+1                | 0                  | -                    | -                    | -                    | -             | -             | -             | 31     | 0      |
| Усього за «Бредфорд Сіті»    | Усього за «Бредфорд Сіті»    | Усього за «Бредфорд Сіті»    | 55        | 1         |                    | 2                  | 0                  |                      | -                    | -                    |               | -             | -             | 57     | 1      |
| бер.-черв. 2004              | «Шеффілд Юнайтед»            | 1Д                           | 5         | 0         | КА+КЛ              | -                  | -                  | -                    | -                    | -                    | -             | -             | -             | 5      | 0      |
| 2004–05                      | «Шеффілд Юнайтед»            | ЧФЛ                          | 6         | 0         | КА+КЛ              | 1+0                | 0                  | -                    | -                    | -                    | -             | -             | -             | 7      | 0      |
| 2005–06                      | «Шеффілд Юнайтед»            | ЧФЛ                          | 1         | 0         | КА+КЛ              | -                  | -                  | -                    | -                    | -                    | -             | -             | -             | 1      | 0      |
| Усього за «Шеффілд Юнайтед»  | Усього за «Шеффілд Юнайтед»  | Усього за «Шеффілд Юнайтед»  | 12        | 0         |                    | 1                  | 0                  |                      | -                    | -                    |               | -             | -             | 13     | 0      |
| жов.-лис. 2006               | «Грімсбі Таун»               | ЧФЛ                          | 5         | 0         | КА+КЛ              | -                  | -                  | -                    | -                    | -                    | ТФЛ           | -             | -             | 5      | 0      |
| лис. 2005-бер. 2006          | «Транмер Роверз»             | 1Л                           | 17        | 1         | КА+КЛ              | -                  | -                  | -                    | -                    | -                    | ТФЛ           | -             | -             | 17     | 1      |
| 2006–07                      | «Саутенд Юнайтед»            | ЧФЛ                          | 40        | 1         | КА+КЛ              | 0+4                | 0                  | -                    | -                    | -                    | -             | -             | -             | 44     | 1      |
| 2007–08                      | «Саутенд Юнайтед»            | 1Л                           | 27+2      | 2+0       | КА+КЛ              | 2+2                | 1+0                | -                    | -                    | -                    | ТФЛ           | -             | -             | 33     | 3      |
| 2008–09                      | «Саутенд Юнайтед»            | 1Л                           | 45        | 0         | КА+КЛ              | 2+1                | 0                  | -                    | -                    | -                    | ТФЛ           | -             | -             | 48     | 0      |
| 2009–10                      | «Саутенд Юнайтед»            | 1Л                           | 45        | 1         | КА+КЛ              | 1+2                | 0                  | -                    | -                    | -                    | ТФЛ           | -             | -             | 48     | 1      |
| Усього за «Саутенд Юнайтед»  | Усього за «Саутенд Юнайтед»  | Усього за «Саутенд Юнайтед»  | 157+2     | 4+0       |                    | 14                 | 0                  |                      | -                    | -                    |               | -             | -             | 173    | 4      |
| 2010–11                      | «Чарльтон Атлетик»           | 1Л                           | 34        | 0         | КА+КЛ              | 5+1                | 0                  | -                    | -                    | -                    | ТФЛ           | -             | -             | 40     | 0      |
| серп.-лис. 2011              | «Чарльтон Атлетик»           | 1Л                           | -         | -         | КА+КЛ              | 0+2                | 0                  | -                    | -                    | -                    | ТФЛ           | 0             | 0             | 2      | 0      |
| Усього за «Чарльтон Атлетик» | Усього за «Чарльтон Атлетик» | Усього за «Чарльтон Атлетик» | 34        | 0         |                    | 8                  | 0                  |                      | -                    | -                    |               | 0             | 0             | 42     | 0      |
| лис. 2011–12                 | «Борнмут»                    | 1Л                           | 29        | 0         | КА+КЛ              | 2+0                | 0                  | -                    | -                    | -                    | ТФЛ           | 0             | 0             | 31     | 0      |
| 2012–13                      | «Борнмут»                    | 1Л                           | 42        | 1         | КА+КЛ              | 4+1                | 0                  | -                    | -                    | -                    | ТФЛ           | 1             | 0             | 48     | 1      |
| 2013–14                      | «Борнмут»                    | ЧФЛ                          | 46        | 1         | КА+КЛ              | 2+2                | 0                  | -                    | -                    | -                    | -             | -             | -             | 50     | 1      |
| 2014–15                      | «Борнмут»                    | ЧФЛ                          | 42        | 1         | КА+КЛ              | 1+3                | 0                  | -                    | -                    | -                    | -             | -             | -             | 46     | 1      |
| 2015–16                      | «Борнмут»                    | ПЛ                           | 38        | 0         | КА+КЛ              | 2+2                | 0                  | -                    | -                    | -                    | -             | -             | -             | 42     | 0      |
| 2016–17                      | «Борнмут»                    | ПЛ                           | 34        | 0         | КА+КЛ              | 0+1                | 0                  | -                    | -                    | -                    | -             | -             | -             | 35     | 0      |
| 2017–18                      | «Борнмут»                    | ПЛ                           | 32        | 0         | КА+КЛ              | 0+2                | 0                  | -                    | -                    | -                    | -             | -             | -             | 34     | 0      |
| 2018–19                      | «Борнмут»                    | ПЛ                           | 17        | 0         | КА+КЛ              | 0+3                | 0                  | -                    | -                    | -                    | -             | -             | -             | 20     | 0      |
| Усього за «Борнмут»          | Усього за «Борнмут»          | Усього за «Борнмут»          | 280       | 3         |                    | 25                 | 0                  |                      | -                    | -                    |               | 1             | 0             | 306    | 3      |
| Усього за кар'єру            | Усього за кар'єру            | Усього за кар'єру            | 560       | 9         |                    | 57                 | 2                  |                      | -                    | -                    |               | 9             | 0             | 626    | 11     |